# Antiga escola Lola Anglada
|  | Aquest article tracta sobre l'antic edifici de l'escola Lola Anglada. Si cerqueu el Centre d'Educació Infantil i Primària, vegeu «Escola Lola Anglada». |

L'antiga escola Lola Anglada és un edifici noucentista d'ús escolar situat al carrer Jacinto Benavente, al barri de Canyadó de Badalona (Barcelonès), obra de l'arquitecte Adolf Ruiz i Casamitjana.

## Descripció
D'estil noucentista, l'edifici és annex al nucli industrial del barri de Canyadó i a la riera homònima, l'antiga escola consta de semisoterrani, baixos i pis, amb sis unitats per a classes. La seva façana és d'aparença clàssica, en són interessants els balcons a les façanes laterals, de llosana sinuosa.

## Història
El grup escolar s'enquadra en la política d'obres públiques que va fer l'alcalde Pere Sabater durant la dictadura de Primo de Rivera, juntament amb altres com l'escola Ventós i Mir o el mercat Torner. Construït el 1928, l'escola es va inaugurar oficialment el 1930 amb el nom Grup Escolar Martínez Anido, i després durant la república va canviar el nom pel de Ramon Muntaner i el 1939 se li restitueix l'antic nom fins a l'arribada de la transició, quan en el curs de 1979-1980 es va decidir donar-li el nom de Lola Anglada, que ha perdurat fins avui dia, malgrat que l'escola va ser traslladada a partir de 2014 a una nova ubicació al parc de Ca l'Arnús, deixant l'antic grup escolar en desús.
El 2017 es va anunciar l'acord entre el Departament d'Ensenyament i l'Ajuntament de Badalona per a instal·lar-hi un institut per al barri de Canyadó després de la rehabilitació i la construcció d'un edifici annex a l'antic per a tres línies d'ESO i dues de batxillerat a més d'una pista poliesportiva a l'antic solar de la fàbrica Jumberca. El nou institut començarà a funcionar el curs de 2017-2018 amb dues línies a l'edifici del grup escolar i després ubicar-los en mòduls a la Jumberca fins a la rehabilitació de l'edifici de Ruiz.